# 夜に蠢く
『夜に蠢く』（よるにうごめく）は、柳沢きみおによる日本の漫画。『週刊実話』（日本ジャーナル出版）にて、2004年から2007年にかけて連載された。単行本はBbmfマガジンからコンビニ向けペーパーバックで刊行された後、ゴマブックスから電子書籍化されている。

## 解説
「幸運な影武者」にされた男の、心の葛藤を描く。柳沢は『朱に赤』『妻をめとらば』など、主人公がアイデンティティの不安から転落していくパターンを得意としているが、この作品では、金銭的に恵まれた環境に置かれたはずの主人公の精神が病んでいく姿が丹念に描かれている。
一方、ハードボイルドなピカレスクロマンとしての要素がありながら、主人公の思考は庶民的かつ俗物的で、数々の犯罪行為を夢想しながらも実行を逡巡し、セックスや美食に溺れる怠惰な日々を繰り返す生活感がペーソスを醸し出している。

## あらすじ
平凡なサラリーマンだった郷屋川脩は、突然、初老の男からある社長の影武者をすることを依頼される。現実離れした依頼に信じられない郷屋川だったが、勤めていた会社が倒産してしまい、金銭的理由から話を受けることになる。しかし、それは彼の知らない世界で生きることだった。崩れていく価値観、そして孤独。満たされない思いを引きずったまま、今日も郷屋川は夜の街を蠢いていく。

## 登場人物
郷屋川脩（こやがわ おさむ）
元々は平凡な問屋の社員。妻と生まれたばかりの赤ん坊がいる。勤めていた問屋が倒産したため、金銭的理由から高田の依頼を受け、岡城真一の影武者になる。
岡城のしぐさを完璧に真似るものの、貴子の指摘により体重を落とし、「病み上がりの岡城真一」を演じている。影武者になる条件として、終業時から12時までの時間は条件付きで自由行動が認められていて、生きがいをその時間に求めていくことになる。自分が並外れた巨根であることを、知らないまま生きてきた。
愛人を何人も作り、中出し可能なホステスだけを揃えた秘密高級クラブ「GND」に通うなど、夜を楽しんでいたが、貴子と夜を共にすることはできないままで、また「GND」通いで中出しに強く執着するようにもなっていた。やがて、体を許さない貴子に我慢できなくなった郷屋川は、貴子に睡眠薬を飲ませる卑劣な行為に出る。
大金が使えるようになったことで美食に溺れるが、ラーメン好きで、セックスと深夜のラーメンを同レベルの快楽と考えている。そして、貴子や愛人とのセックスに悩む郷屋川にとっては唯一の救済になっていた。
名字の郷屋川は、作者の故郷である新潟県五泉市の地名。
岡城真一（おかじょう しんいち）
大手出版社の社長。郷屋川と容姿が似ていた。大手出版社とあるが、刊行物は郷屋川の俗物的思考をそのまま反映しても売れるため、経営的には何の支障もなかった。
岡城貴子（おかじょう たかこ）
岡城真一の妻で、作中一番の美女。影武者になった郷屋川と共に豪邸に住むが、食事の時間以外では顔を合わさないため、郷屋川には彼女が何を考えているか理解できない。
子供が居ないと会社を弟に取られてしまうという話であったが、郷屋川に体を許すことはなく、郷屋川のフラストレーションは高まっていく。
高田義男（たかだ よしお）
岡城真一の秘書。貴子と結託して郷屋川を影武者に仕立てる。そのためには郷屋川の個人情報を掴むなど、違法行為もいとわない。
辻（つじ）
消費者金融タケヤマの2代目社長。秘密のマンションに、会社から横領した3億円を隠していた。郷屋川と酒場で知り合い意気投合して、郷屋川を秘密のマンションに招くが、その後、事故死してしまう。辻の死後、郷屋川はマンションと隠し財産3億円を自分のものとしてしまう。
辻の愛人（つじのあいじん）
大学2年生、学費と生活費のために月30万円で、辻の愛人をやっていた。処女で、本番以外OKという契約であった。辻の死後、郷屋川と秘密のマンションで鉢合わせし、その後、同じ内容で郷屋川の愛人となるが、愛人たちの中でもとびきりの美女でありながら本番ができない制約が、郷屋川の新たなフラストレーションとなっていく。
久美（くみ）
郷屋川行きつけの蕎麦屋の店員。貴子に似た風貌の美人で尻の形も同じだったことから、郷屋川が金と巨根で愛人にする。最終回のキーマンとなる。

## 『続・夜に蠢く』
『夜に蠢く』の続編。『週刊実話』（日本ジャーナル出版）にて、2010年頃まで連載。

貴子を殺した郷屋川は死体を隠蔽し、愛人の久美を貴子の影武者に仕立て上げることで、岡城の家と財産を奪い取ることに成功するが、郷屋川の犯罪計画をあざ笑うように、悪夢のような展開が次々と襲いかかる。